# Saint-Quintin-sur-Sioule
 Saint-Quintin-sur-Sioule  là một xã ở tỉnh Puy-de-Dôme trong vùng Auvergne-Rhône-Alpes, Pháp. Xã này có diện tích 14,32 kilômét vuông, dân số năm 2006 là 316 người. Khu vực này có độ cao trungbình 350 mét trên mực nước biển.